# Titularerzbistum Gangra
Gangra ist ein Titularerzbistum der römisch-katholischen Kirche. 
Es geht zurück auf ein früheres Erzbistum der antiken Stadt Gangra (heute Çankırı) in der römischen Provinz Bithynia et Pontus bzw. Paphlagonia an der türkischen Schwarzmeerküste. 
| Titularerzbischöfe von Gangra |                                        |                                                        |                   |                  |
| Nr.                           | Name                                   | Amt                                                    | von               | bis              |
| 1                             | Roberto Menini OFMCap                  | Apostolischer Vikar von Sofia und Plowdiw ( Bulgarien) | 19. Mai 1885      | 14. Oktober 1916 |
| 2                             | Pedro Armengol Valenzuela Poblete OdeM | emeritierter Bischof von San Carlos de Ancud (Chile)   | 16. Dezember 1916 | 10. Juli 1922    |
| 3                             | Adriaan Smets                          | Apostolischer Delegat in Persien (Iran)                | 2. August 1922    | 31. Juli 1947    |
| 4                             | Antoine-Pierre-Jean Fourquet MEP       | emeritierter Erzbischof von Canton (China)             | 21. Juni 1948     | 18. Februar 1952 |
| 5                             | Francesco de Filippis                  | emeritierter Erzbischof von Brindisi (Italien)         | 1. September 1953 | 3. Januar 1964   |
| 6                             | Antônio Ferreira de Macedo CSsR        | Koadjutorerzbischof von Aparecida (Brasilien)          | 22. Juni 1964     | 28. Februar 1989 |